# Filmhjul

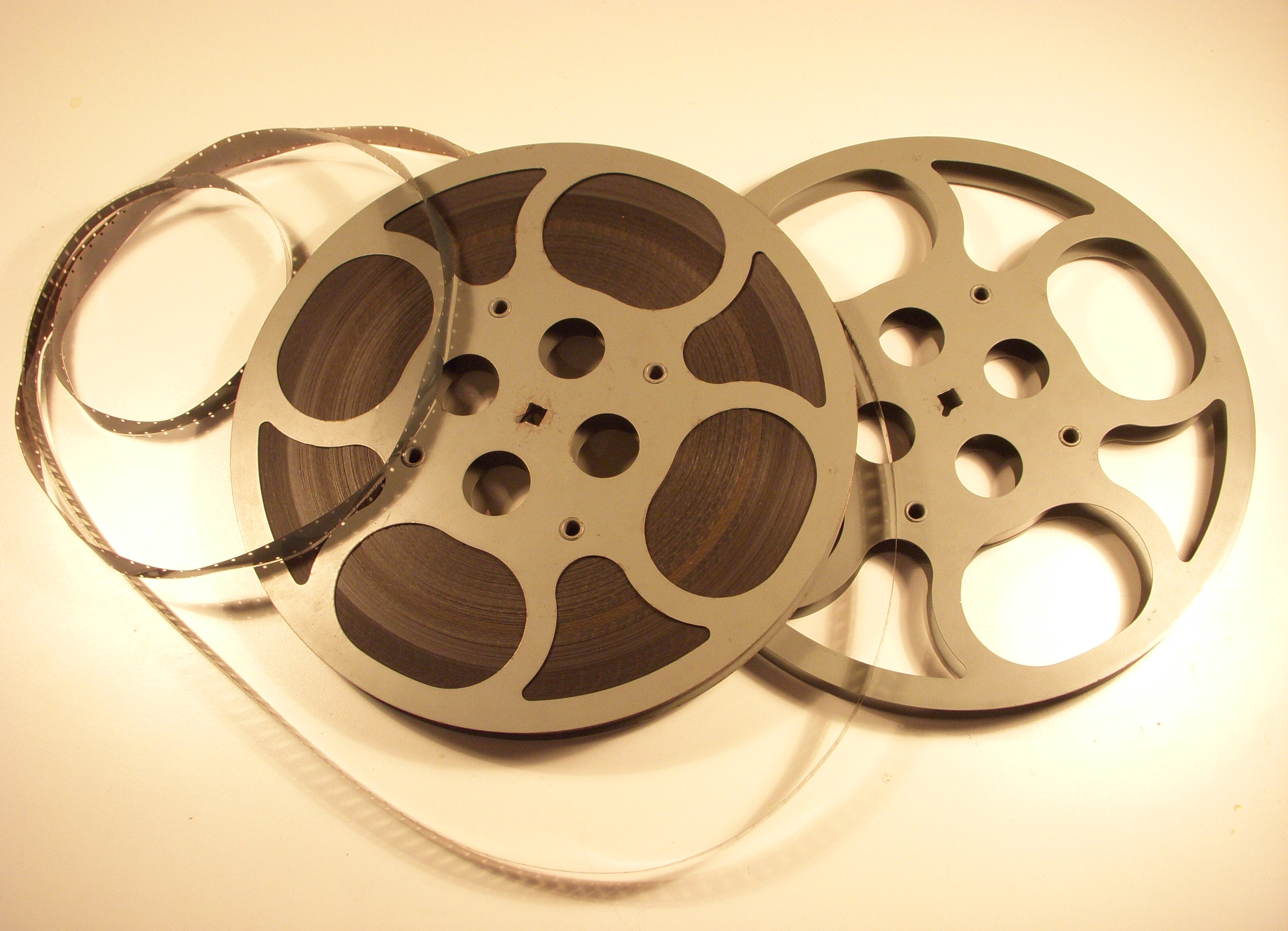
Två 16 mm-filmhjul.

Filmhjul är en spole för förvaring av fotografisk film som skall spelas upp av en filmprojektor. Filmen spolas av från ett fullt filmhjul och rullas upp på ett tomt hjul.
Filmhjul är olika utformade, beroende på vilket filmformat eller vilken filmlängd som skall rymmas på hjulet. Vanligast för 35 mm film är hjul som rymmer 610 meter (2 000 fot), vilket ger 20–24 minuters visningstid vid en hastighet av 24 bilder per sekund.

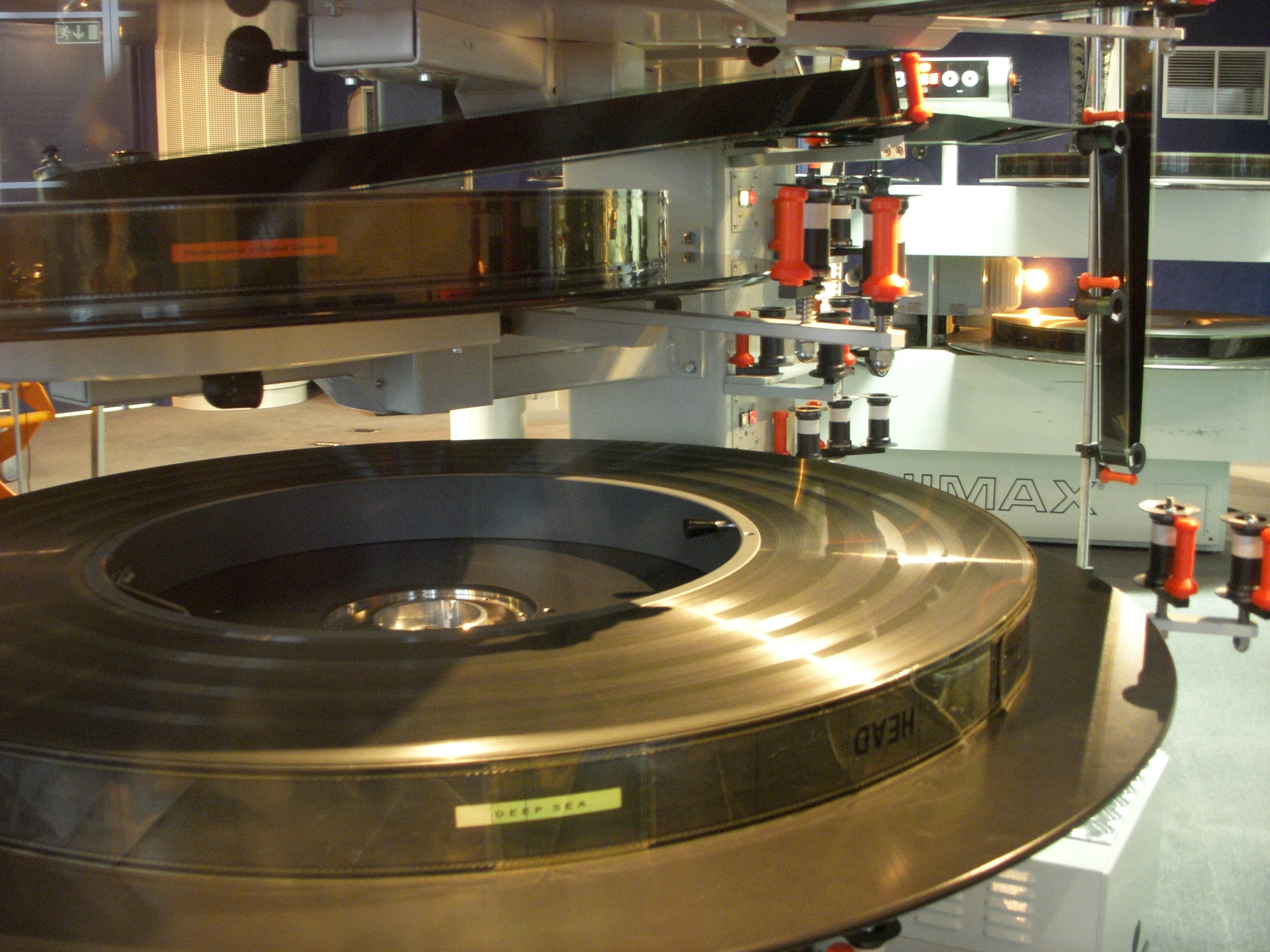
En 70 mm Omnimax-filmrulle liggande på en tallrik.

En biograffilm med normal längd består av fem till sju stycken 2 000 fotshjul, där filmen är uppdelad i så kallade akter. 70 millimeters bredfilm förvaras inte på filmhjul eftersom filmrullen är mycket tung. I stället matas den från liggande på en tallrik in i projektorn.